# Incurvarioidea
Incurvarioidea là một liên họ bướm đêm nguyên thủy trong bộ Lepidoptera.

## Hình ảnh

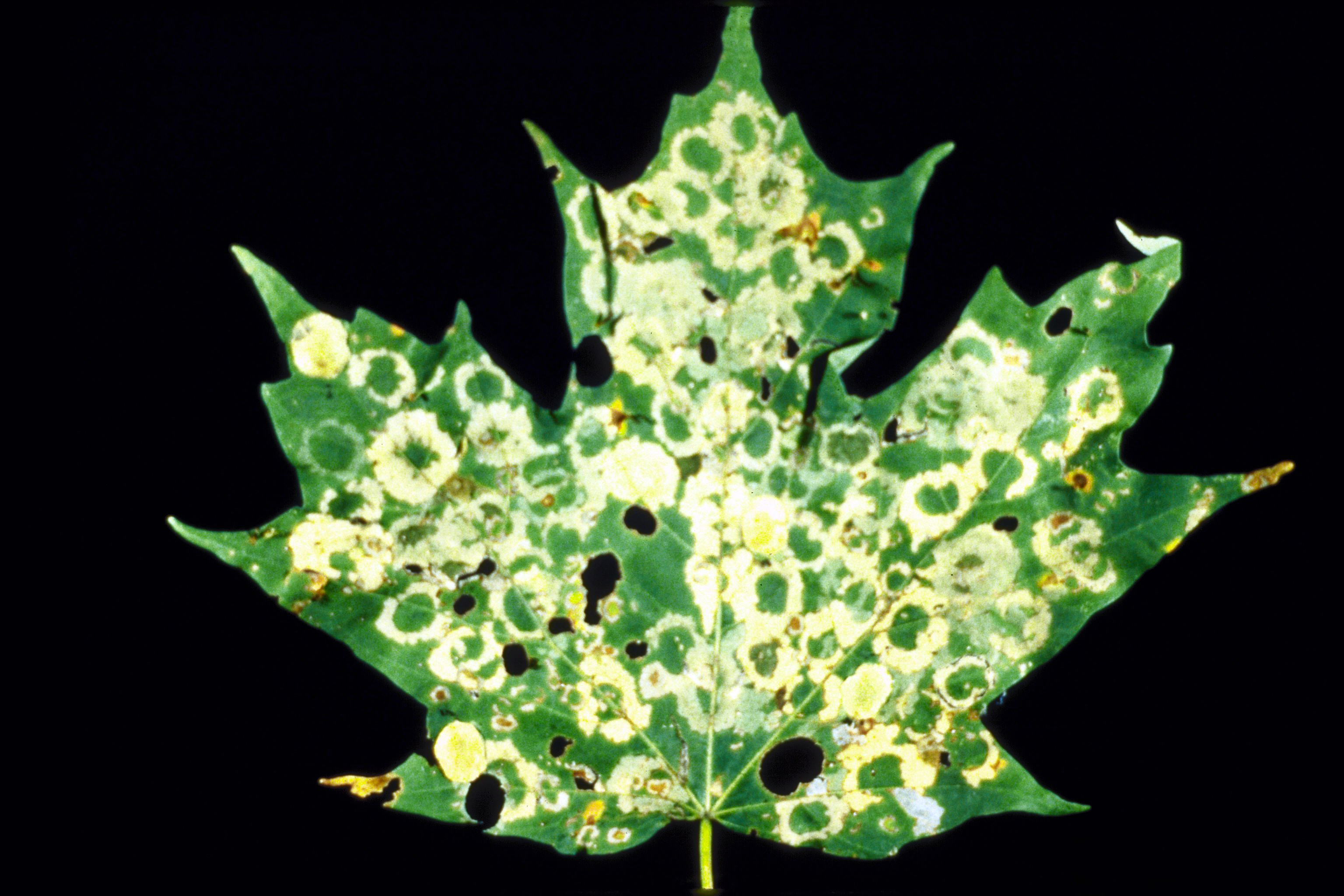
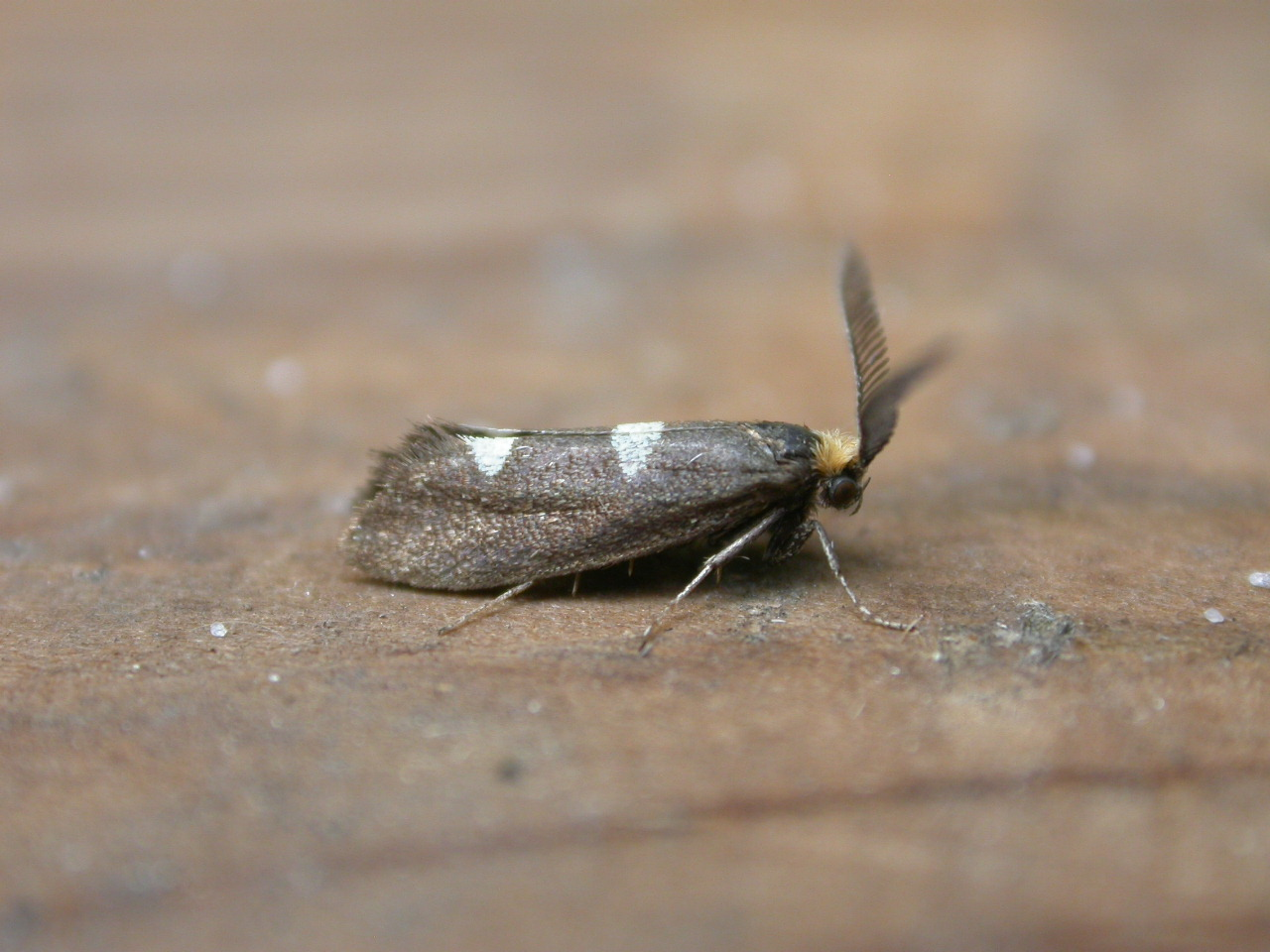
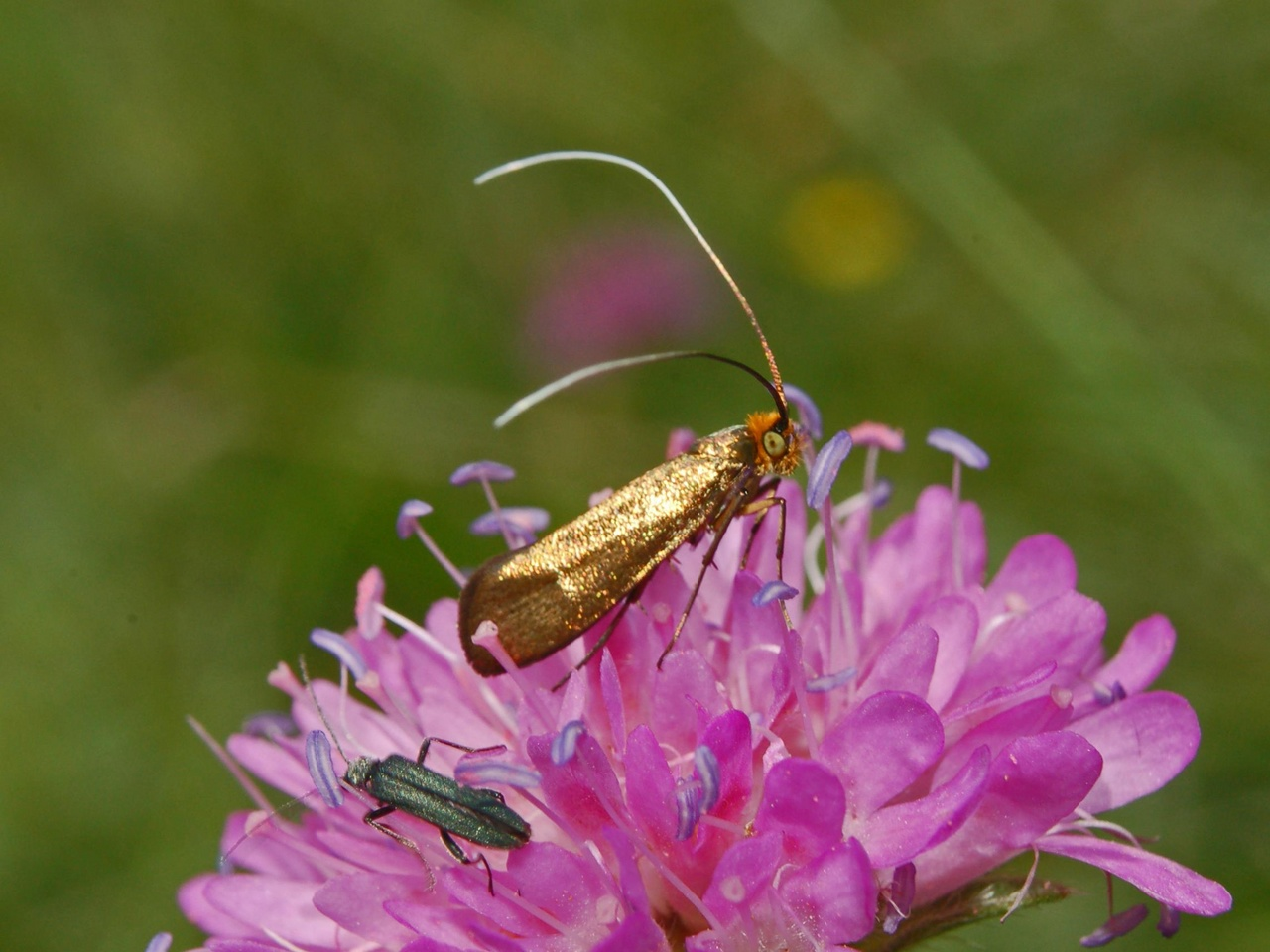
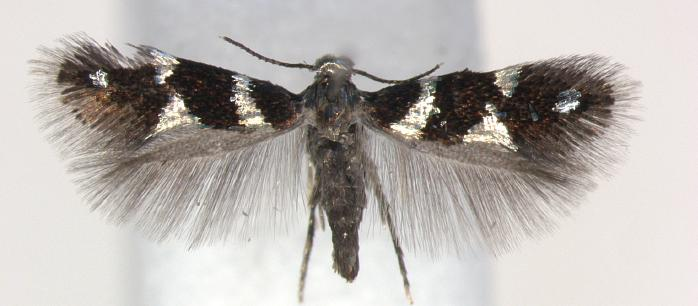